# Orizabus ligyroides
Orizabus ligyroides är en skalbaggsart som beskrevs av Horn 1885. Orizabus ligyroides ingår i släktet Orizabus och familjen Dynastidae. Inga underarter finns listade i Catalogue of Life.